# Organofosfor
Organofosforna jedinjenja su razgradiva organska jedinjenja koja sadrže ugljenik–fosfornu veza. Ova grupa jedinjenja ne obuhvata fosfatne i fosfitne estre. Oni se prvenstveno koriste za kontrolu štetočina kao alternativa hlorisanim ugljovodonicima, koji su postojani tokom dugog vremenskog perioda. Organofosforna hemija se bavi svojstvima i reaktivnošću organofosfornih jedinjenja. Fosfor i azot su u istoj grupi periodnog sistema, i stoga fosforna i azotna jedinjenja imaju slična svojstva.
Ova jedinjenja su veoma efektivni insekticidi. Neka od njih jednako otrovna za ljude u malim dozama (nervni gas). U ovu grupu jedinjenja spadaju neka od najtoksičnijih supstanci ikad kreiranih.
Definicija organofosfornih jedinjenja je varijabilna, što može da dovede do zabune. U industrijskoj i ekološkoj hemiji, organofosforna jedinjenja moraju jedino da sadrže jedan organski supstituent, i ne moraju da imaju direktnu vezu između fosfora i ugljenika. Stoga je veliki deo pesticida (npr., malation), obuhvaćen ovom klasom jedinjenja.
Fosfor može da poprimi niz oksidativnih stanja, te se organofosforna jedinjenja mogu klasifikovati po valentnom stanju forsfora, tj. fosfor(V) vs fosfor(III), koji su predominantne klase jedinjenja. 

## Organofosforna(V) jedinjenja, glavne kategorije

### Fosfatni estri i amidi
Fosfatni estri imaju opštu strukturu  sa P(V). Takva jedinjenja su tehnološki važna kao protivpožarni agensi, i plastifikatori. Ona ne sadrže P−C vezu, te u tehničkom smislu nisu organofosforna jedinjenja nego estri fosforne kiseline. Mnoštvo derivata je nađeno u prirodi, kao što je fosfatidilholin. Fosfatni estri nastaju alkoholizom fosfornih oksihlorida. Poznati su različiti amido-alkoksi derivati, jedan medicinski značajan primer je lek protiv raka ciklofosfamid. Isto tako neki od derivata koji sadrže tiofosforilnu grupu (P=S) su pesticidi, poput malationa. Organofosfati koji se pripremaju u velikim razmerama su cink ditiofosfati, kao aditivi za mortorna ulja. Nekoliko miliona kilograma tog koordinacionog kompleksa se proizvodi godišnje putem reakcije fosfor pentasulfida sa alkoholima.
Ova jedinjenja se prirodno razgrađuju putem hidrolize i krajnji produkti su fosfat i organski alkohol ili amin iz kojih su izvedeni.

### Fosfonska i fosfinske kiseline i njihovi estri
Fosfonati su estri fosfonske kiseline i imaju opštu formulu . Fosfonati imaju mnogobrojne tehničke primene. Jedan široko poznati član je glifosat, koji je prodaji pod nazivom Roundup. Sa formulom , ovaj derivat glicina jedan od najšire korišćenih herbicida. Bisfosfonati su klasa lekova za tretman osteoporoze. Nervni gas sarin, koji sadrži C–P i F–P veze, je fosfonat.
Fosfinati imaju dve P–C veze, i opštu formulu . Komercijalno značajan pripadnik herbicida je glufosinat. Slično gore pomenutom glifosatu, on ima strukturu .
Majkelis-Abruzova reakcija je glavni metod za sintezu ovih jedinjenja. Na primer, dimetilmetilfosfonat (pogledajte gornje formule) se formira putem preuređivanja trimetilfosfita, u prisustvu katalizatora metil jodida. U Horner–Vadsvort–Emonsovoj reakciji i Sejfert–Gilbertovoj homologaciji, fosfonati se koriste u reakciji sa karbonil jedinjenjima. Kabačnik–Fildsova reakcija je metod za pripremu aminofosfonata. Ta jedinjenja sadrže veoma inertnu vezu između fosfora i ugljenika. Konsekventno, ti materijali se hidrolizuju, čime se formiraju derivati fosfonske i fosfinske kiseline, ali ne i fosfati.

### Fosfinski oksidi, imidi, i halkogenidi
Fosfinski oksidi (oznaka δ3λ3) imaju opštu strukturu  sa formalnim oksidacionim stanjem V. Fosfinski oksidi formiraju vodonične veze i neki od njih su stoga rastvorni u vodi. P=O veza je veoma polarna sa dipolnim momentom od 4,51 D za trifenilfosfin oksid.
Jedinjenja srodna sa fosfinskim oksidima su imidi i srodni halkogenidi (gde je E =). Ova jedinjenja se ubrajaju među termički najstabilnija organofosforna jedinjenja.

### Fosfonijum soli i fosforani
Jedinjenja sa formulom  sačinjavaju fosfonijumske soli. Ova hemijska klasa sadrži tetraedralna fosfor() jedinjenja. Sa komercijalnog gledišta, najvažniji član je tetrakis(hidroksimetil)fosfonijum hlorid, , koji se koristi za umanjenje zapaljivosti tekstila. Godišnje se proizvede oko dva miliona kilograma hlorida i srodnog sulfata. Oni se formiraju reakcijom fosfina sa formaldehidom u prisustvu mineralne kiseline:
Razne fosfonijum soli se mogu pripremiti putem alkilacije i arilacije organofosfina:
Metilacija trifenilfosfina je prvi korak u pripremi Vitigovog reagensa.
Roditeljsko jedinjenje fosforana (δ5λ5) je 5, koje je nepoznato. Srodna jedinjenja koja sadrže halide i organske supstituente na fosforu su dosta česta. Jedinjenja sa pet organskih supstituenata su retka, mada je  poznat. On je derivat  koji nastaje reakcijom sa fenillitijumom.
Fosforni ilidi su nezasićeni fosforani, poznati kao Vitigov reagensi, npr. . Ta jedinjenja imaju tetraedralni fosfor(V) i ona se smatraju srodnim sa fosfinskim oksidima. Ona su isto tako izvedena iz fosfonijum soli, ali putem deprotonacije u umesto alkilacije.

## Organofosfor(III) jedinjenja, glavne kategorije

### Fosfiti, fosfoniti, i fosfiniti
Fosfiti, poznati kao fosfitni estri, imaju opštu formunu  i oksidaciono stanje +3. Takva jedinjenja nastaju putem alkoholize fosfor trihlorida:
Ovo je opšta reakcija, koja predstavlja veoma veliki broj jedinjenja. Fosfiti se koriste u Perkovoj reakciji i Majkelis-Abruzovoj reakciji. Oni se koriste kao ligandi u organometalnoj hemiji.
Intermedijeri između fosfita i fosfina su fosfoniti i fosfiniti. Takva jedinjenja nastaju putem reakcija alkoholize korespondirajućih fosfinskih i fosfonskih hlorida i , respektivno).

### Fosfini
Roditeljsko jedinjenje fosfina je 3. Ono se naziva fosfin u SAD i Britanskom Komonveltu, dok je u drugim zemljama poznato kao fosfan. Zamena jednog ili više vodoničnih centara sa organskim supstituentima (alkil, aril), daje , organofosfin, generalno zvan fosfin.

#### Poređenje fosfina i amina
Atom fosfora u fosfinima ima formalno oksidaciono stanje −3 (δ3λ3). Ova jedinjenja su fosforni analozi amina. Poput amina, fosfini imaju trigonalnu pirimidalnu molekularnu geometriju mada često sa manjim C-E-C uglovima (E = N, P), bar u odsustvu sternih efekata. C-P-C ugao veze je 98,6° za trimetilfosfin, raste do 109,7° kad se metil grupe zamene tert-butil grupama. Kad se koriste kao ligandi, sterna zapremina tercijarnih fosfina se procenjuje putem njihovog konusnog ugla. Barijera inverziji je isto tako znatno viša kod amina za proces kao što je azotna inverzija, i stoga fosfini sa tri različita supstituenta mogu da pređu u termički stabilne optičke izomere. Fosfini su obično manje bazni nego korespondirajući amini, na primer sam fosfonijum jon ima  od −14, u poređenju sa 9,21 za amonijum jon; trimetilfosfonijum ima  od 8,65 u poređenju sa 9,76 za trimetilamonijum. Međutim, trifenilfosfin ( 2,73) je bazniji od trifenilamina ( −5), uglavnom zato što je slobodni par azota u  delom delokalizovan u tri fenilna prstena. Dok je slobodni par azota delokalizovan u pirolu, slobodni par na atomu fosfora u fosfornom ekvivalentu pirola (fosfolu) nije. Reaktivnost fosfina odgovara aktivnosti amina u pogledu nukleofilnosti pri formiranju fosfonijumskih soli sa opštom strukturom . Ovo svojstvo se koristi u Apelovoj reakciji za konvertovanje alkohola u alkil halide. Fosfini se lako oksiduju do korespondirajućih fosfinskih oksida, dok se oksidi amina teže formiraju. To jedan od razloga što se fosfini veoma retko sreću u prirodi.

#### Sintetičke rute
Sa komercijalnog gledišta, najvažniji fosfin je trifenilfosfin. Nekoliko miliona kilograma ovog materijala se proizvede godišnje. On se priprema reakcijom hlorobenzena, 3, i natrijuma. Fosfini koji su u većoj meri specijalizovani obično se pripremaju koristeći druge rute. Fosforni halidi podležu nukleofilnoj supstituciji dejstvom organometalnih reagenasa kao što su Grinjarovi reagensi. Konsekventno, neke sinteze obuhvataju nukleofilnu zamenu fosfidnih anjona ekvivalentima sa aril- i alkil halidima. Primarni i sekundarni fosfini (RRPH i ) se dodaju u alkene u prisustvu jake baze (npr.,  u ). Markovnikovljevo pravilo važi za ove reakcije. Slične reakcije se javljaju sa alkinima. Baza nije neophodna za elektron-deficitarne alkene (npr., derivate akrilonitrila) i alkine.
Pod uslovima slobodnih radikala P-H veze primarnih i sekundarnih fosfina se dodaju u alkene. Takve reakcije teku putem anti-Markovnikovljeve regiohemije. Azobisizobutironitril ili organski peroksidi su korisni kao inicijatori. Tercijarni fosfinski oksidi i sulfidi se mogu redukovati hlorosilanom i drugim reagensima.

#### Reakcije
Glavni tipovi reakcija fosfina su one u kojima oni deluju kao nukleofili i baze. Njihova nukleofilnost je evidentna u njihovim reakcijama sa alkil halidima pri čemu se formiraju fosfonijum soli. Fosfini su nukleofilni katalizatori pri dimerizaciji enona u raznim reakcijama organske sinteze, npr. Rauhut-Karijeva reakcija.
Fosfini su redukujući agensi, kao što je ilustrovano u Štaudingerovoj redukciji konvertovanja azida u amine i u Micunobijevoj reakciji konvertovanja alkohola u estre. U tim procesima, fosfin se oksiduje do fosfinskog oksida. Isto tako je poznato da fosfini redukuju aktivirane karbonilne grupe, na primer redukcija α-keto estra do α-hidroksi estra. U predloženom reakcionom mehanizmu, prvi proton na pozajmici sa metil grupe u trimetilfosfinu (trifenilfosfin ne reaguje).

#### Fosfinski ligandi
Fosfini kao što je trimetilfosfin su važni ligandi u neorganskoj hemiji. Prevashodno zahvaljujući asimetričnoj sintezi, mnoštvo različitih hiralnih difosfina je našlo široku primenu, kao što su BINAP i DIPAMP. Veliki broj fosfinskih liganda uključujući difosfine se jednostavno nazivaju „fos ligandima”.
| sPhos                       | sPhos     | SPANphos | SPANPhos                                            |
| SEGphos                     | SEGphos   | Triphos  | Triphos                                             |
| Ksantfos                    | Ksantfos  | XPhos    | 2-Dicikloheksilfosfino-2′,4′,6′-triizopropilbifenil |
| Hirafos                     | Chiraphos | duPhos   | DuPhos                                              |
| Reprezentativni fos ligandi |           |          |                                                     |

## Literatura
- Svara, Jürgen; Weferling, Norbert; Hofmann, Thomas (2006). „Phosphorus Compounds, Organic”. Ullmann's Encyclopedia of Industrial Chemistry. Weinheim: Wiley-VCH. ISBN 978-3-527-30385-4. doi:10.1002/14356007.a19_545.pub2. Непознати параметар |name-list-style= игнорисан (помоћ)
- Lewis, Robert Alan (1998). Lewisʼ Dictionary of Toxicology. CRC Lewis. стр. 763. ISBN 978-1-56670-223-2. Приступљено 18. 7. 2013.